# Maria Federica di Württemberg
Maria Federica Carlotta di Württemberg (Stoccarda, 30 ottobre 1816 – Stoccarda, 4 gennaio 1887) era la primogenita di Guglielmo I di Württemberg, re di Württemberg dal 1816 al 1864, e della seconda moglie la granduchessa Caterina Pavlovna Romanova, figlia di Paolo I di Russia. Maria Federica fu quindi pronipote di Caterina la Grande.
Suo padre scelse per lei come consorte Alfredo di Neipperg, primogenito ed erede del generale e conte di Neipperg Adamo Adalberto di Neipperg (il secondo marito di Maria Luisa d'Asburgo-Lorena, duchessa sovrana di Parma, già imperatrice dei francesi come moglie di Napoleone); le nozze vennero celebrate a Stoccarda il 19 marzo 1840. Per Alfredo si trattava del secondo matrimonio dato che era rimasto vedovo della contessa Giuseppina Grisoni nel 1837, sposata due anni prima.
Con il matrimonio Maria Federica divenne contessa consorte di Neipperg, titolo che mantenne fino al 16 novembre 1865 quando rimase vedova.
Non essendo riuscita a dare alcun figlio al marito, la contea passò a suo cognato Francesco Ludovico di Neipperg, fratello minore di Alfredo.

## Ascendenza
|                                   |                      |                                                      | Genitori                                     |  |  | Nonni |  |  | Bisnonni                           |  |  | Trisnonni                         |  |
|                                   |                      |                                                      |                                              |  |  |       |  |  | Federico II Eugenio di Württemberg |  |  | Carlo I Alessandro di Württemberg |  |
|                                   |                      |                                                      |                                              |  |  |       |  |  | Federico II Eugenio di Württemberg |  |  | Carlo I Alessandro di Württemberg |  |
|                                   |                      | Maria Augusta di Thurn und Taxis                     |                                              |  |  |       |  |  | Federico II Eugenio di Württemberg |  |  |                                   |  |
| Federico I di Württemberg         |                      |                                                      |                                              |  |  |       |  |  | Federico II Eugenio di Württemberg |  |  |                                   |  |
|                                   |                      | Federica Dorotea di Brandeburgo-Schwedt              | Federico Guglielmo di Brandeburgo-Schwedt    |  |  |       |  |  |                                    |  |  |                                   |  |
|                                   |                      | Federica Dorotea di Brandeburgo-Schwedt              | Federico Guglielmo di Brandeburgo-Schwedt    |  |  |       |  |  |                                    |  |  |                                   |  |
|                                   |                      | Federica Dorotea di Brandeburgo-Schwedt              | Sofia Dorotea di Prussia                     |  |  |       |  |  |                                    |  |  |                                   |  |
| Guglielmo I di Württemberg        |                      | Federica Dorotea di Brandeburgo-Schwedt              |                                              |  |  |       |  |  |                                    |  |  |                                   |  |
|                                   |                      | Carlo Guglielmo Ferdinando di Brunswick-Wolfenbüttel | Carlo I di Brunswick-Wolfenbüttel            |  |  |       |  |  |                                    |  |  |                                   |  |
|                                   |                      | Carlo Guglielmo Ferdinando di Brunswick-Wolfenbüttel | Carlo I di Brunswick-Wolfenbüttel            |  |  |       |  |  |                                    |  |  |                                   |  |
|                                   |                      | Carlo Guglielmo Ferdinando di Brunswick-Wolfenbüttel | Filippina Carlotta di Prussia                |  |  |       |  |  |                                    |  |  |                                   |  |
| Augusta di Brunswick-Wolfenbüttel |                      | Carlo Guglielmo Ferdinando di Brunswick-Wolfenbüttel |                                              |  |  |       |  |  |                                    |  |  |                                   |  |
|                                   |                      | Augusta di Hannover                                  | Federico, principe del Galles                |  |  |       |  |  |                                    |  |  |                                   |  |
|                                   |                      | Augusta di Hannover                                  | Federico, principe del Galles                |  |  |       |  |  |                                    |  |  |                                   |  |
|                                   |                      | Augusta di Hannover                                  | Augusta di Sassonia-Gotha-Altenburg          |  |  |       |  |  |                                    |  |  |                                   |  |
| Maria Federica di Württemberg     |                      | Augusta di Hannover                                  |                                              |  |  |       |  |  |                                    |  |  |                                   |  |
|                                   | Pietro III di Russia | Carlo Federico, Duca di Holstein-Gottorp             |                                              |  |  |       |  |  |                                    |  |  |                                   |  |
|                                   | Pietro III di Russia | Carlo Federico, Duca di Holstein-Gottorp             |                                              |  |  |       |  |  |                                    |  |  |                                   |  |
|                                   | Pietro III di Russia | Anna Petrovna di Russia                              |                                              |  |  |       |  |  |                                    |  |  |                                   |  |
| Paolo I di Russia                 | Pietro III di Russia |                                                      |                                              |  |  |       |  |  |                                    |  |  |                                   |  |
|                                   |                      | Caterina II di Russia                                | Cristiano Augusto, Principe di Anhalt-Zerbst |  |  |       |  |  |                                    |  |  |                                   |  |
|                                   |                      | Caterina II di Russia                                | Cristiano Augusto, Principe di Anhalt-Zerbst |  |  |       |  |  |                                    |  |  |                                   |  |
|                                   |                      | Caterina II di Russia                                | Giovanna di Holstein-Gottorp                 |  |  |       |  |  |                                    |  |  |                                   |  |
| Caterina Pavlovna di Russia       |                      | Caterina II di Russia                                |                                              |  |  |       |  |  |                                    |  |  |                                   |  |
|                                   |                      | Federico II Eugenio di Württemberg                   | Carlo I Alessandro di Württemberg            |  |  |       |  |  |                                    |  |  |                                   |  |
|                                   |                      | Federico II Eugenio di Württemberg                   | Carlo I Alessandro di Württemberg            |  |  |       |  |  |                                    |  |  |                                   |  |
|                                   |                      | Federico II Eugenio di Württemberg                   | Maria Augusta di Thurn und Taxis             |  |  |       |  |  |                                    |  |  |                                   |  |
| Sofia Dorotea di Württemberg      |                      | Federico II Eugenio di Württemberg                   |                                              |  |  |       |  |  |                                    |  |  |                                   |  |
|                                   |                      | Federica Dorotea di Brandeburgo-Schwedt              | Federico Guglielmo di Brandeburgo-Schwedt    |  |  |       |  |  |                                    |  |  |                                   |  |
|                                   |                      | Federica Dorotea di Brandeburgo-Schwedt              | Federico Guglielmo di Brandeburgo-Schwedt    |  |  |       |  |  |                                    |  |  |                                   |  |
|                                   |                      | Federica Dorotea di Brandeburgo-Schwedt              | Sofia Dorotea di Prussia                     |  |  |       |  |  |                                    |  |  |                                   |  |
|                                   |                      | Federica Dorotea di Brandeburgo-Schwedt              |                                              |  |  |       |  |  |                                    |  |  |                                   |  |